# 特拉華鎮區 (阿肯色州洛根縣)
特拉華鎮區（英語：Delaware Township）是位於美國阿肯色州洛根縣的一個行政鎮區。

## 地方資料
特拉華鎮區的面積為126.92平方千米，當中陸地面積為119.59平方千米，而水域面積為7.33平方千米。根據2010年美國人口普查的數據，當地共有人口674人，而人口密度為每平方千米5.31人。